# Districte d'Hoshiarpur

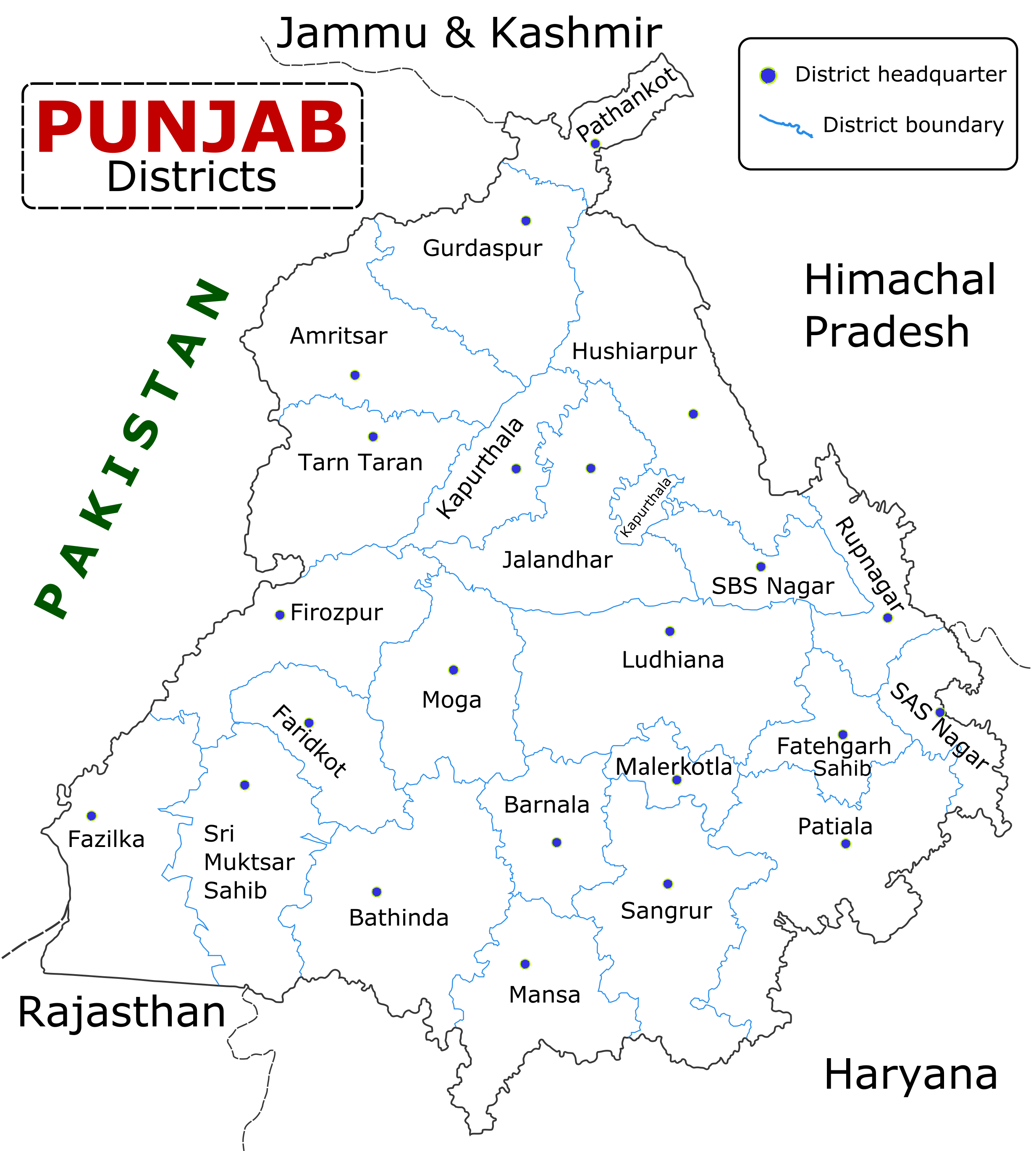
Mapa

El districte d'Hoshiarpur és una division administrative del Panjab, Índia, amb capital a Hoshiarpur. La superfície és de 3.365 km² i la població d'1.478.045 habitants (2001);

## Divisió administrativa
El districtre el formen 4 subdivisions:
- 1. Hoshiarpur
- 2. Dasuya
- 3. Mukerian
- 4. Garhshankar

10 blocs de desenvolupament (blocks) 
- 1. Hoshiarpur I
- 2. Hoshiarpur II
- 3. Bhunga
- 4. Tanda
- 5. Dasuya
- 6. Mukerian
- 7. Talwara
- 8. Hajipur
- 9. Mahilpur
- 10. Garhshankar

8 consells municipals:
- 1. Hoshiarpur
- 2. Hariana
- 3. Tanda
- 4. Dasuya
- 5. Mukerian
- 6. Garhdiwala
- 7. ShamChaurasi
- 8. Garhshankar

I una àrea notificada:
- 1. Mahilpur

## Geografia
A l'est del districte hi ha les muntanyes Sola Singhi amb el cim Bharwain; derivacions de la serralada Siwalik corren del nord-oest al sud-est, localment anomenades muntanyes Katar Dhar. La vall de Jaswan Dun o Una Dun està regada pel Sohan (afluent del Sutlej); alters rius són el Jandbhari i el Beas. Els rius propis del districte són el Bein Negre o Bein Occidental, i el Bein Blanc o Bein Oriental, els dos perennes.

## Història
Abans de la conquesta musulmana el districte fou part del regne katoch de Trigartta o Jullundur; en una data desconeguda el regne es va fraccionar en diversos petits estats i els rages Jaswan, una branca dels katoch, es van establir al Jaswan Dun. La plana passà segurament a poder musulmà a la caiguda de Jullundur el 1088, però la zona muntanyosa va romandre sota petits senyors hindús.
Tamerlà assolà el Jaswan Dun el 1399 en el seu camí cap al fort de Kangra. En aquest temps es creu que la tribu dominant eren els khokhars; el cap khokhar Jasrath es va revoltar el 1421 contra la dinastia dels Sayyids de Delhi (1414-1452) però el 1428 fou derrotat proa de Sangra, i després d'això es van fundar diverses colònies militars paixtus a la plana a la vora de les muntanyes Siwaliks, amb centre principal a Bajwara. El fort de Malot, fundat en el regnat del sultà Bahlul Shah Lodi (1452-1489), fou la plaça forta del paixtu Daulat Khan, i va tenir un paper molt important en la invasió de l'Índia per Baber (1524-1526). Després de rendir el fort, Baber va creuar les muntanyes Siwalik cap al Jaswan Dun i en direcció a Rupar.
Sota Sher Shah Suri, el governador de Malot va dominar les muntanyes fins a Kangra i Jammu i va organitzar un precari sistema de recaptació. En aquest temps els dadwals, una altra família Katoch, s'havia establert a Datarpur a les muntanyes Siwaliks. A la pujada al tron d'Akbar el Gran el 1557 el districte fou el centre de la resistencia de Sikander Shah Suri als mogols, però fou derrotat fàcilment; els Jaswans foren sotmesos el 1596 sense lluita i el districte consolidat en possessió de l'imperi.
Els rages de Jaswan i Datarpur van retenir possession dels seus feus sense disputa fins al 1759 quan els aventurers sikhs que s'havien establert a les terres baixes van començar a atacar les zones muntanyoses. Els rages de Jaswan aviat van perdre la major part dels seus dominis i quan Ranjit Singh va concentrar tot el poder sikh a les seves mans els rages katoch van haver de reconèixer la sobirania del govern de Lahore. El 1815 el raja de Jaswan va haver de cedir la resta dels seus territoris a Ranjit Singh a canvi de recuperar-ne el domini com a jagir, i pocs anys després el raja katoch de Datarpur va acabar de la mateix manera; mentre les terres baixes estaven totalment en mans de caps sikhs que igualment van acabar sotmesos per Ranjit Singh i el 1818 tot el país entre el Sutlej i el Beas estava sota el govern de Lahore. Un part del districte fou administrada per delegats dels governadors sikhs a Jullundur, però al Jaswan Dun, Ranjit Singh va cedir la major part de les seves conquestes a senyor feudals (jagirdars) entre els quals els rages deposats de Datarpur i Jaswan, els Sodhis d'Anandpur, ai el prelat sikh Bedi Bikrama Singh (la seu del qual fou a Una). Sher Singh (més tard maharaja) va governar Hajipur i Mukerian amb un extens territori, i altres tributaris van rebre dominis a les terres baixes. Shaikh Sandhe Khan governava Hoshiarpur quan fou ocupada pels britànics el 1846, com a delegat del governador de Jullundur.
Al final de la Primera Guerra Sikh de 1846 totes les terres entre el Sutlej i el Beas incloent les muntanyes a la regió de Kangra, van passar als britànics; els rages deposats de Datarpur i Jaswan van conservar els seus jagirs i van rebre una pensió però no van quedar satisfets i mai foren restaurats a la seva posició de sobirans. La totalitat del jagir de Bedi Bikrama Singh fou annexionat i se li va oferir una pensió que va refusar; una part del jagir dels sodhi fou també annexionada, i així aquesta dinastia estava predisposada contra els britànics el 1848 quan va esclatar la guerra de Multan i la revolta de Chattar Singh, i els sodhis es van revoltar contra els britànics aliats al raja de Kangra, als kotcha i als jaswan; però la rebel·lió fou sufocada ràpidament. Els rages rebels i altres senyors revoltats foren capturats i els seus estats confiscats.
Raja Jagat Singh de Datarpur va viure per uns 30 anys a Benarés amb una pensió del govern britànic. Umed Singh de Jaswan va rebre una pensió similar, i el seu net Ran Singh, va poder residir a Jammu i seguir gaudint de la pensió i el 1877 el jagir li fou retornat a Tikka Raghunath Singh, besnet del rebel i que era gendre del maharajà de Caixmir. Bedi Bikrama Singh va seguir a Chattar Singh a Gujarat, però es va rendir al final de la guerra i se li va permetre viure en pau a Amritsar; el seu fill Sujan Singh, va rebre una pensió del govern i fou nomenat amgistrat honorari. Altres caps local van conservar els seus estats, entre ells els ranes de Manaswal i els rais de Bhabaur. La família dels Sodhis, considerada sagrada com a descendents del quart guru Ram Das, va rebre també una pensió.
El motí del 1857 no va afectar el districte. Únicament una incursió de rebels des de Simla que va difondre rumors exagerats sobre el pànic a la ciutat; alguns amotinats a Jullundur van sortir ràpidament del districte.
El districte tenia 5.811 km² el 1901 (similar a la superfície de 1881) i la població era:
- 1868: 937.699
- 1881: 901.381
- 1891: 1.011.659
- 1901: 989.782

Hi havia 2.117 pobles i les municipalitat eren Hoshiarpur (capital de districte i de tahsil), Tanda-Urmar, Hariana, Garhdiwala, Una, Anandpur, Mukerian, Dasuya i Miani.
Administrativament estava dividit en 4 tahsils:
- Hoshiarpur,
- Dasuya
- Una
- Garhshankar

El tahsil d'Hoshiarpur, a l'oest mesurava 1315 km² i tenia 264.112 habitants amb les ciutats d'Hoshiarpur (17.549 habitants el 1901), Garhdiwala (35.652 habitants), Hariana (6.005), i Khanpur (3.183) i 489 pobles entre els quals Bajwara té interès històric.
Els hindús eren el doble que els musulmans (de cada 10, sis eren hindús, 3 musulmans i 1 sikh). La llengua comuna era el punjabí. La comunitat principal eren els jats seguits dels rajputs, gujars i paixtus.